# Tülay Durdu
Tülay Durdu (* 21. August 1974 in Bensberg) ist eine deutsche Politikerin der SPD. Sie ist seit 2022 Abgeordnete im Landtag von Nordrhein-Westfalen.

## Biografie
Durdu, Tochter türkischer Eltern, wuchs in Hoffnungsthal auf, wohnte zwischenzeitlich in Köln, zog aber später wieder nach Rösrath.
Nach dem Abschluss ihrer Ausbildung zur Kauffrau für Bürokommunikation erwarb sie die Befähigung zur Ausbilderin nach Ausbilder-Eignungsverordnung, an der IHK legte sie die Prüfung zur Wirtschaftsfachwirtin und Betriebswirtin ab. Beim TÜV Rheinland ist sie als Referentin für Vertrieb und Marketing tätig. Zwischenzeitlich war sie dort Vorsitzende des von ihr mitgegründeten Betriebsrats. Daneben ist sie ehrenamtliche Richterin am Oberverwaltungsgericht Münster. Weitere Ehrenämter übt sie etwa als Lesementorin für Kinder mit Leseschwäche sowie in zwei Seniorenheimen aus.
Durdu ist getrennt lebend und hat zwei Kinder.

## Politik
Durdu ist Vorsitzende des SPD-Ortsvereins Rösrath. Seit 2014 gehört sie dem Stadtrat von Rösrath sowie dem Kreistag des Rheinisch-Bergischen Kreises an.
2017 kandidierte Durdu für das Landratsamt des Rheinisch-Bergischen Kreises und erreichte die Stichwahl, in der sie Stephan Santelmann unterlag. Bei der Kommunalwahl 2020 trat sie mit Unterstützung von Grünen und Linken erneut für das Landratsamt an, diesmal im Oberbergischen Kreis. Letztlich unterlag sie Amtsinhaber Jochen Hagt.
Bei der Landtagswahl am 15. Mai 2022 kandidierte Durdu im Wahlkreis 21 Rheinisch-Bergischer Kreis I (Bergisch Gladbach, Rösrath) erfolglos für das Direktmandat, da sie gegen Martin Lucke (CDU) unterlag. Sie zog jedoch über Platz acht der Landesliste in den Landtag ein. Dort fungiert sie unter anderem für die SPD-Fraktion als Sprecherin im Sportausschuss.